# Hottentotta leetzi
Espèce
Hottentotta leetzi est une espèce de scorpions de la famille des Buthidae.

## Distribution
Cette espèce est endémique du Tibet en Chine. Elle se rencontre dans le xian de Kangmar vers 4 920 m d'altitude, ce qui constitue le record d’altitude pour un scorpion en Asie et éventuellement dans le monde.

## Description
La femelle holotype mesure 55,3 mm.

## Étymologie
L'espèce est nommée en l'honneur d’André Leetz (1951-2022).

## Publication originale
- Ythier, 2024 : « A new high-elevation species of the genus Hottentotta Birula, 1908 Linnaeus (Scorpiones: Buthidae) from Tibet, China. » Arachnides, vol. 114, p. 1-9.